# Литвиненко, Сергей Викторович
Сергей Викторович Литвиненко (рум. Sergiu Litvinenco; род. 11 июля 1981, с. Хыртоп, Чимишлийский район, Молдавская ССР, СССР) — молдавский политический и государственный деятель. Министр юстиции Республики Молдова с 6 августа 2021 по 10 февраля 2023 (и. о. 10—16 февраля 2023).
Депутат Парламента Республики Молдова X—XI созывов с 9 марта 2019 по 8 сентября 2021 года. Вице-председатель партии «Действие и солидарность».

## Биография
Родился 11 июля 1981 года в селе Хыртоп Чимишлийского района Молдавской ССР.

### Образование
С 1987 по 1996 год учился в гимназии родного села Хыртоп.
В 2001 году окончил Республиканский колледж информатики и права в Кишинёве по специальности «юрист».
В 2005 году окончил юридический факультет Молдавского государственного университета (специалист в области права).
Владеет румынским, русским и английским языками.

### Трудовая деятельность
Работал юридическим консультантом различных проектов в некоммерческих организациях — в таких структурах, как Всемирный банк, ЮНИСЕФ и USAID. Являлся консультантом министерства образования Республики Молдова, которым в то время руководила Майя Санду (ныне — Президент Республики Молдова).

### Политическая деятельность
Является одним из основателей и вице-председателем партии «Действие и солидарность».
На парламентских выборах 2019 года избран депутатом Парламента X созыва по списку избирательного блока «ACUM» и назначен председателем комиссии по вопросам права, назначениям и иммунитету. На досрочных парламентских выборах 2021 года избран депутатом парламента XI созыва от партии «Действие и солидарность».
6 августа 2021 года назначен министром юстиции Республики Молдова.

### Министр юстиции
По запросу Литвиненко и Лилиана Карпа Высший совет прокуратуры на основании ордера на арест, выданного прокурором Антикоррупционной прокуратуры Виктором Фуртунэ, отстранил Генерального прокурора страны Александра Стояногло. 5 октября 2021 года Стояногло был отстранён от должности и задержан; против него возбуждено уголовное дело по обвинению в коррупции.

## Семья
Женат, имеет двоих детей.